# Schwarze Mörtelbiene
Die Schwarze Mörtelbiene (Megachile parietina, Syn.: Chalicodoma parietina, Chalicodoma muraria) ist eine Art aus der Gattung Megachile (Blattschneider- und Mörtelbienen), Bienen aus der Ordnung der Hautflügler.

## Merkmale
Die Schwarze Mörtelbiene ist mittelgroß (Körperlänge 14–18 mm). Weibchen und Männchen sind sehr unterschiedlich gefärbt.
Die Männchen erreichen eine Körperlänge von 14 bis 17 mm. Sie sind auf der Brust und den vorderen Tergiten dicht braungelb behaart. Nur auf dem hinteren Teil des Abdomens weisen sie eine schwarze Behaarung auf und ähneln damit der Schwarzbürstigen Blattschneiderbiene (Megachile nigriventris). Die Flügel der Männchen sind hell.
Der Name Schwarze Mörtelbiene bezieht sich hauptsächlich auf die Färbung der Weibchen. Ihre Körperfärbung ist schwarz, die Flügel sind bräunlich verdunkelt und im Licht manchmal blauschillernd. Sie sind auf der Oberseite und der Bauchseite dicht tiefschwarz behaart, nur die Mitte der Bauchbürste ist rötlich gefärbt. Die Schwarze Mörtelbiene gehört zu den Bauchsammlern, die die Pollen mit ihrer Bauchbürste aufnehmen. Diese ist bei sammelnden Weibchen dicht mit gelben Pollen besetzt. Die Weibchen sind mit 16 bis 18 mm meist größer als die Männchen.
Verwandt sind Megachile sicula (oder Chalicodoma sicula, Körperlänge 15–17 mm), die einen roten Kopf, eine rote Brust und einen schwarz behaarten Hinterleib hat, und Megachile pyrenaica (oder Chalicodoma pyrenaica, Körperlänge 13–16 mm), bei der Kopf, Brust und die ersten drei Hinterleibssegmente gelbbraun und die Tarsen rot sind.

## Verbreitung
Die Schwarze Mörtelbiene ist im gesamten Mittelmeerraum verbreitet, während sie nördlich der Alpen kaum noch vorkommt. In Deutschland, in der Schweiz und Österreich gibt es nur noch wenige kleine Populationen.
Drei Bestände der Schwarzen Mörtelbiene in Deutschland sind in Baden-Württemberg zu finden, sie liegen im Hegau, im oberen Neckartal und im Nördlinger Ries; ein viertes Vorkommen existiert im Bliesgau. Auch auf den spätmittelalterlichen Mönchsberg-Wehrmauern der Stadt Salzburg wurde diese Art gefunden. Die Ursachen für die kontinuierliche Verringerung der Populationen sind die Intensivierung der Landwirtschaft, die einen Rückgang an Nahrungspflanzen der Schwarzen Mörtelbiene mit sich brachte, sowie das verringerte Angebot an Natursteinmauern und offenen Felsen für ihre Nistplätze. Wie alle anderen Wildbienenarten ist auch die Schwarze Mörtelbiene durch die Bundesartenschutzverordnung (BArtSchV) besonders geschützt.

## Lebensweise

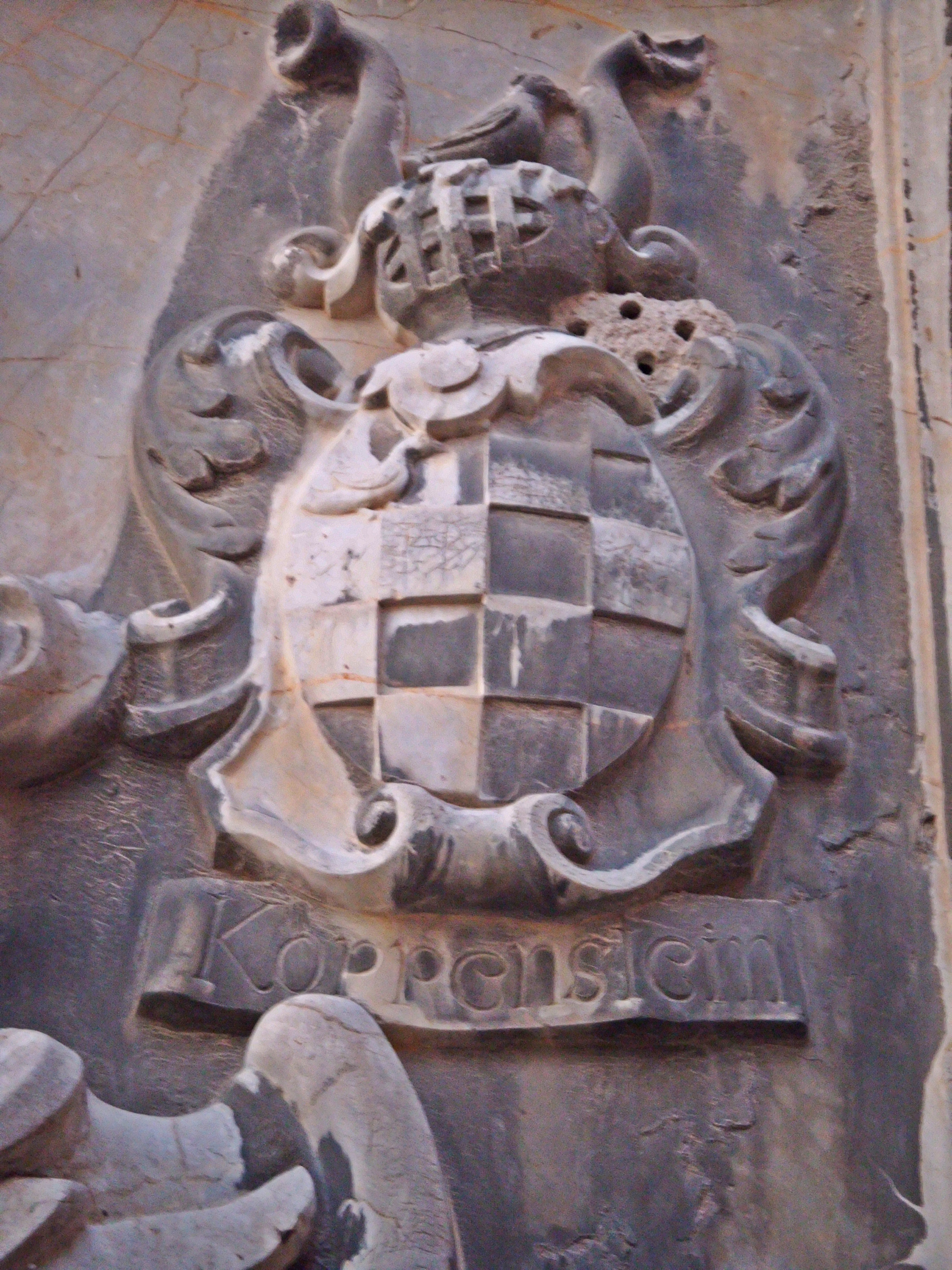
Wappenstein, Speyerer Dom, Südseite; oben rechts ein hineingebautes Mörtelbienennest

Die Schwarze Mörtelbiene lebt solitär, d. h., sie bildet keine Staaten aus. Jedes Weibchen baut ein eigenes Nest aus Lehm und Steinchen, das an Felsen oder Hauswänden angeheftet wird. Dieses enthält in der Regel 5 bis 10, in seltenen Fällen bis zu 20 einzelne Zellen, in denen sich die Larven entwickeln. Jedes Weibchen versorgt seinen Nachwuchs allein und betreibt Brutfürsorge, indem sie die Zelle vor der Eiablage mit Pollen und Nektar füllt. Der Pollenbedarf für jede Larve ist hoch, sodass ein großes Angebot an Schmetterlingsblütlern, vor allem Esparsette und Hornklee, zum Pollensammeln vorhanden sein muss. Weitere Pollenquellen sind Lippenblütler wie der Wiesensalbei und der Kriechende Günsel sowie der Natternkopf aus der Familie der Raublattgewächse.
Die Schwarze Mörtelbiene ist univoltin, das heißt, es gibt nur eine Generation pro Jahr. Die Weibchen leben sechs bis acht Wochen und fliegen zwischen Ende April bis Ende Juni. In Mitteleuropa haben die Schwarzen Mörtelbienen eine zweijährige Entwicklungszeit, im Mai/Juni schlüpfende Larven verpuppen sich bis September, überwintern als Imago im Kokon und durchbrechen erst im nächsten Frühjahr die Verkleidung des Nests.

## Parasiten

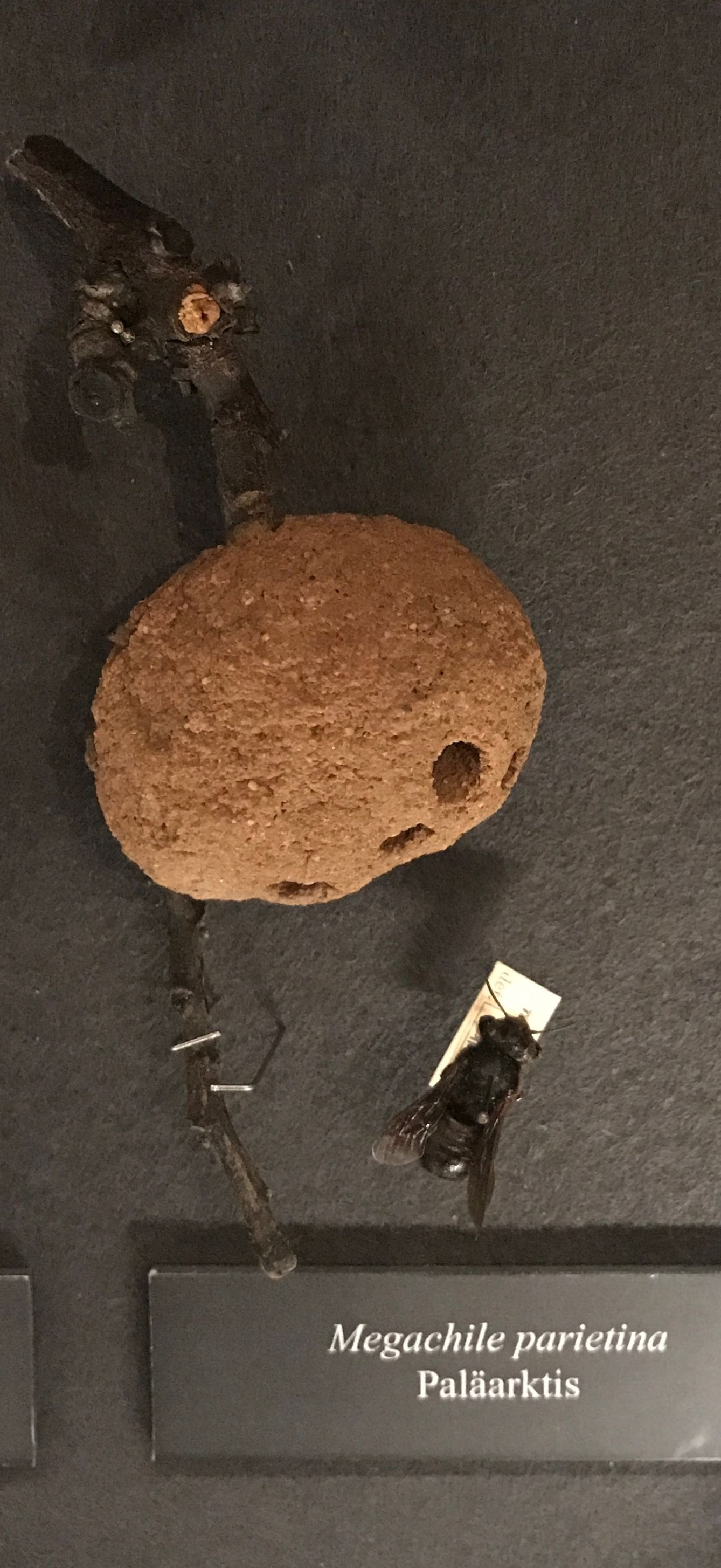
Gelege mit weiblicher Biene

Zu den Parasiten der Schwarzen Mörtelbiene gehört die Rotbeinige Düsterbiene (Stelis nasuta), die zu den Kuckucksbienen zählt. Sie legt durchschnittlich drei bis sechs Eier in die Brutzelle der Schwarzen Mörtelbiene, noch bevor ihre Wirtin ihre Sammelflüge beendet und die Brutzelle verschlossen hat. Die Larven des Schmarotzers schlüpfen früher als die der Mörtelbiene, töten deren Larve und ernähren sich von dem in der Zelle befindlichen Nahrungsbrei. Je mehr Larven sich in der Brutzelle entwickeln, desto kleiner bleiben sie, die Körperlänge der Weibchen von Stelis nasuta schwanken zwischen 4 und 10 mm. Durch das Schwinden der Populationen der Schwarzen Mörtelbiene ist auch dieser auf ihre Zellen spezialisierte Brutparasit in Deutschland extrem selten geworden. Weiter im Süden parasitiert sie auch die Nester der mit der Schwarzen Mörtelbiene verwandten Arten Megachile sicula und Megachile pyrenaica.
Weniger spezialisiert sind die Dunkle Zweizahnbiene (Dioxys  tridentata) und Chrysura radians aus der Familie der Goldwespen, die neben den Brutzellen der Schwarzen Mörtelbiene auch jene der Mauerbienen aus der Gattung Osmia befallen können. Im südlichen Mitteleuropa und in Südeuropa gehört auch die Rote Zweizahnbiene (Dioxys cincta) zu den Parasiten der Schwarzen Mörtelbiene.

## Taxonomie
Die Schwarze Mörtelbiene wurde 1785 zusammen mit vielen anderen Insekten in A. F. de Fourcroys Entomologia Parisiensis als Apis parietina erstbeschrieben. Fourcroy beruft sich auf der Titelseite seines Werkes auf die „Methode Geoffroys“ für diese Beschreibungen und es wurde vielfach angenommen, dass der Entomologe Geoffroy der eigentliche Erstbeschreiber gewesen sei und nicht der Chemiker Fourcroy. Artikel 50.1.1 des ICZN fordert jedoch, dass der Erstbeschreiber eindeutig aus der Veröffentlichung hervorgehen muss. Es wird aber nicht eindeutig zwischen dem Autor und dem Herausgeber bzw. Verleger eines Werks unterschieden. D'Aguilar und Raimbault haben daher 1990 vorgeschlagen, „Geoffroy in Fourcroy, 1785“ als Autorennamen anzugeben. Es werden aber weiterhin sowohl Fourcroy als auch Geoffroy allein sowie seltener „Geoffroy in Fourcroy“ für die Erstbeschreibung der Schwarzen Mörtelbiene angegeben.
Seit der Errichtung der Gattung Chalicodoma 1841 war die Schwarze Mörtelbiene unter dem wissenschaftlichen Namen Chalicodoma muraria bekannt. In vielen Ländern, so auch in Deutschland, wurde die Schwarze Mörtelbiene in Anlehnung an das Artepitheton muraria auch Maurerbiene genannt. Sie galt als Typus für die Gattung Chalicodoma. Unter dem Namen Chalicodoma muraria wurden bis in die zweite Hälfte des 20. Jahrhunderts zahlreiche Arbeiten über die Schwarze Mörtelbiene veröffentlicht, darunter über ihre Embryologie und ihr Verhalten.
Der deutsche Bienenspezialist Johann Dietrich Alfken stellte 1941 fest, dass dem wissenschaftlichen Namen Chalicodoma muraria ein Irrtum zugrunde lag. Apis muraria Retzius 1783, auf der die Benennung basierte, war die Beschreibung einer später zu Osmia gestellten Art. Alfken schlug daher vor, auf die Beschreibung in Fourcroys Werk zurückzugreifen und die Art Chalicodoma parietina zu nennen. Diese Ansicht setzte sich später bei anderen Autoren durch. In seinem im Jahr 2000 veröffentlichten Werk Bees of the World gab Michener die Einteilung der nicht parasitierenden Bienen der Tribus Megachilini in die drei Gattungen Megachile, Chalicodoma und Creightonella auf und stellte alle in der Gattung Megachile zusammen. Die vielen morphologischen Übergangsformen machten eine klare Abgrenzung der Gattungen ohne genaue molekularbiologische Untersuchungen nicht möglich. Die Schwarze Mörtelbiene steht seither in der Untergattung Chalicodoma der Gattung Megachile.